# Гаплогруппа HV2a (мтДНК)
Гаплогруппа HV2a — гаплогруппа митохондриальной ДНК человека.

## Субклады
- HV2a
  - HV2a1
  - HV2a2
  - HV2a3
  - HV2a4
  - HV2a5

## Палеогенетика

### Халколит
Анауская культура
- I6669 — StPet25, site II, grave K-256, individual 1 — Пархай II, Туркменистан — 3082–2909 calBCE (4365±25 BP, PSUAMS-2950) — Ж — HV2a.[1]

### Бронзовый век
Культура боевых топоров
- pcw062 — Święte 15/408b — Święte, Ярославский повят, Подкарпатское воеводство — Польша — 2460–2340 BC — Ж — HV2a.[2]

БМАК
- I7173 — Gonur 2013 Area 22 shaft tomb N4236 N8m — Гонур-Депе, Туркменистан — 2500–1700 BCE — HV2a.[1]
- I4312 — UZ-JAR-001, Jarkutan 4a 1976, Grave 401 — Djarkutan, Узбекистан — 1736–1621 calBCE (3370±20 BP, PSUAMS-2516) — Ж — HV2a.[1]

Позднебронзовый век Туркмении
- I6667 — StPet23, site I, grave 28, Museum ID 7651-1 — Пархай I, Туркменистан — 1497–1413 calBCE (3170±20 BP, PSUAMS-2998) — Ж — HV2a.[1]

### Железный век
Гандхарская культура
- I10974 — Grave 63 (?), LOEB_163 — Loebanr, Сват (Пакистан) — 1006–904 calBCE (2800±20 BP, PSUAMS-4867) — М — L1a : HV2a.[1]

## Публикации
- Narasimhan VM, Patterson N, Moorjani P, et al. (September 2019). The formation of human populations in South and Central Asia. Science. 365 (6457): eaat7487. doi:10.1126/science.aat7487. PMC 6822619. PMID 31488661.
- Linderholm A, Kılınç GM, Szczepanek A, et al. (April 2020). Corded Ware cultural complexity uncovered using genomic and isotopic analysis from south-eastern Poland. Scientific Reports. 10 (1): 6885. doi:10.1038/s41598-020-63138-w. PMC 7165176. PMID 32303690.